# Iolanda Zúñiga
Iolanda Zúñiga (Vigo, 1975) és música i escriptora. S'ha revelat els darrers anys com una de les escriptores en llengua gallega més apreciades. Amb ella ha arribat un tipus de narració especial que dona una perspectiva diferent de la quotidianitat i fa que els lectors visquin una aventura apassionant només observant el seu voltant. És Premi Xerais de Novel·la. Forma part del grup musical Murmel Bruxas, molt popular entre els nens de Galícia. Ha participat en diversos concerts i festivals arreu de Galícia, com Espazos Sonoros i el concert que es va celebrar al Museo do Mar.
| « | Á música, ferramenta para a subsistencia e soporte conductor de vidas: vidas de quita e pon, vidas mínimas, secundarias, vidas que paren e esgotan, vidas post-it… as nosas vidas | » |

Iolanda Zúñiga
La seva personalitat es veu reflectida en la seva obra de manera accentuada. És una noia d'esperit observador, irònic i somiador. Diu que va néixer propulsada per la força centrífuga del baby boom dels anys setanta, que ha realitzat exercicis de funambulisme sobre les vies d'un tramvia i ha capturat somnis amb un caçapapallones foradat. Descriu aquesta "força centrífuga" com aquelles influències que han marcat la seva generació: la xocolata amb avellanes, la televisió i la lluita social individual.
L'èxit li va arribar amb el llibre de relats Vidas post-it (2007), una joia de la narració curta. Posteriorment va publicar el llibre de poesia Amor amén (2008) i la novel·la Periferia, amb la qual va ser guardonada amb el Premio Xerais de Novela 2010. Periferia és una història sobre la precarietat quotidiana i la falta d'oportunitats als suburbis de São Paulo.

## Vidas post-it[calcitació]
Vidas post-it són relats curts, concisos i veloços que alimenten un receptari de patacades a la vida. Post-It és una marca de paperets adhesius per a escriure petites notetes i recordatoris. Així mateix, Vidas post-it es presenta com un plafó ple d'aquests paperets enganxats cadascú amb històries i situacions diferents. Tots els relats són bocins de vides contemporànies que tracten tota mena de temes sorgits de l'observació, el judici i la preocupació. Una rere l'altra predominen les situacions quotidianes, guiades per condiments universals: la incomunicació, la solitud, el desamor, el sexe, la rutina, la violència, la melanconia, les drogues, la por i altres misèries que preocupen, angoixen i desesperen; tot amanit amb la fugacitat, precisió i brutalitat de la vida sense decorat. Tot plegat és tractat d'una forma àgil, irònica i humorística. La prosa de Zúñiga és atractiva i imantada, són successos ràpids com si fossin tràilers de pel·lícules que dibuixen vides marcades pel naufragi personal i col·lectiu, fonamentat pel costat més obscur i brutal de la pròpia vida.

## Obres
- Vidas post-it (2007) (Traducció al català d'Esteve Valls: 'Vides post-it', Pulp Books, 2013)
- Amor amén (2008)
- Periferia (2010)
- Noites de safari. Manual sobre amantes desorientados (novel·la, 2018, Ed. Xerais, amb el pseudònim de Marleen MaLone)
- Natura (novel·la, 2018, Galaxia)